# 小松マテーレ
小松マテーレ株式会社（こまつマテーレ）は、石川県能美市に本社を置く合成繊維などを製造、販売するメーカーである。2018年、小松精練から社名を変更し現社名に至る。

## 概要
衣料用素材などの染色加工大手であり、中東湾岸諸国の男性が着る「トーブ」「カンドゥーラ」向けポリエステル生地は約7割を生産している。ロープ状の炭素繊維複合材「カボコーマ・ストランドロッド」など炭素繊維事業に力を入れている。社名は「小松マテーレ」であるが、本社移転により、現在の本社所在地は小松市ではなく能美市である。

## 沿革
- 1943年 - 石川県小松市殿町に小松織物精練染工株式会社設立。
- 1963年 - 社名を「小松精練株式会社」に変更。
- 1968年 - 本店業務執行地を能美市に移転
- 1970年 - 大阪証券取引所2部上場。
- 1978年 - 東京証券取引所2部上場。
- 1980年 - 東京証券取引所、大阪証券取引所1部指定替え。
- 2004年 - 大阪証券取引所上場廃止。
- 2018年 - 商号を「小松マテーレ株式会社」へ変更[6]。
- 2020年 - 社員3人の2019新型コロナウイルス感染に伴い、3月2日から15日までの2週間、全事業を自主的に停止[7][8]。
- 2025年 - スポーツ衣料加工メーカーの株式会社エヌエスケーエコーマークを完全子会社化[9][10]。

## 事業

### 繊維事業
- 衣料ファブリック部門 - 民族衣装、スポーツ、ファッション向けなど
- 資材ファブリック部門 - リビング、車輌、生活関連資材、医療・福祉向けなど

## 所在地
- 本社 - 石川県能美市浜町ヌ167番地
- 美川工場 - 石川県白山市鹿島町1丁目7番1号

## グループ会社
- 小松精練（蘇州）有限公司
- 株式会社コマクソン
- 株式会社コマツインターリンク
- 株式会社パッゾ
- 株式会社セイホウ

### 持分法適用会社
- 株式会社トーケン
- 根上工業株式会社